# Lise Lavallée
Lise Lavallée, née le 4 mars 1957 à Saint-Cuthbert, est une notaire, conseillère juridique et femme politique québécoise. 
Elle est élue députée à l'Assemblée nationale du Québec lors des élections générales québécoises de 2014. Elle représente la circonscription électorale de Repentigny en tant que membre de la Coalition avenir Québec.

## Biographie
Née le 4 mars 1957 à Saint-Cuthbert, Lise Lavallée est la fille de Jean-Guy Lavallée, pompier, et de Jeannine Plante, courtière immobilière. 
Elle obtient un baccalauréat en droit et un diplôme en droit notarial de l’Université de Montréal, puis un diplôme de deuxième cycle en éthique appliquée (microprogramme) de l’Université de Sherbrooke en 2002.
Elle est notaire et conseillère juridique en pratique privée à Repentigny à partir de 1984. Entre 2011 et 2013, elle est membre du Comité des femmes d’affaires de la Chambre de commerce de la MRC de L’Assomption. Elle est membre de plusieurs conseil d'administration pendant sa carrière.

## Fonctions parlementaires
Dans le cabinet fantôme de la Coalition avenir Québec, Lise Lavallée est la porte-parole du deuxième groupe d'opposition pour la famille et lutte contre l'intimidation. Elle est aussi membre de la Commission des relations avec les citoyens, de la Délégation de l’Assemblée nationale pour les relations avec le Sénat français, de la Délégation de l’Assemblée nationale pour les relations avec l’Assemblée nationale française et de la Section du Québec de l'Assemblée parlementaire de la Francophonie.
Le 3 octobre 2014, elle représente la Coalition au forum « Ensemble contre l'intimidation ». Elle dresse un bilan positif de l’événement, appelant les parlementaires à servir d'exemples et souligne l'objectif que le Québec devienne une « société bienveillante ». Préalablement, elle avait souligné que la Nouvelle-Écosse dispose déjà d'une loi contre la cyberintimidation. Lors de la hausse des tarifs de garderie, contenue dans le budget 2014-2015, elle fait partie des critiques de la ministre Francine Charbonneau en révélant que le gouvernement n'a pas évalué l'impact de cette hausse sur les femmes et l'emploi. Dans la controverse entourant les pénalités financières liées aux « places fantômes », elle dénonce le travail de la ministre, constatant que cette-dernière a « tabletté » son propre projet de loi.

## Résultats électoraux
|                                                                                               | Nom                      | Parti               | Nombre de voix | %      | Maj.   |
| --------------------------------------------------------------------------------------------- | ------------------------ | ------------------- | -------------- | ------ | ------ |
|                                                                                               | Lise Lavallée (sortante) | Coalition avenir    | 18 799         | 49,7 % | 11 698 |
|                                                                                               | Eric Tremblay            | Parti québécois     | 7 101          | 18,8 % | -      |
|                                                                                               | Olivier Huard            | Québec solidaire    | 5 622          | 14,9 % | -      |
|                                                                                               | Emilie Therrien          | Libéral             | 5 166          | 13,7 % | -      |
|                                                                                               | Chafika Hebib            | Vert                | 441            | 1,2 %  | -      |
|                                                                                               | Julie Girard             | Citoyens au pouvoir | 357            | 0,9 %  | -      |
|                                                                                               | Pierre Lacombe           | Conservateur        | 309            | 0,8 %  | -      |
| Total                                                                                         | Total                    | Total               | 37 795         | 100 %  |        |
| Le taux de participation lors de l'élection était de 74,2 % et 593 bulletins ont été rejetés. |                          |                     |                |        |        |